# 대청일통지
《대청일통지》(大清一统志 만주어: ᡩᠠᡳᠴᡳᠩ
ᡤᡠᡵᡠᠨ ᡳ
ᡠᡥᡝᡵᡳᠯᡝᠮᡝ
ᡝᠵᡝᡥᡝ
ᠪᡳᡨᡥᡝ Daicing gurun i uherileme ejehe bithe)는, 중국 청 왕조의 관찬 지리지로, 수(隋) 왕조의 《구역도지》(区域图志), 당(唐) 왕조의 《원화군현도지》(元和郡县图志), 송(宋) 왕조의 《태평환우기》(太平寰宇记), 《원풍구역지》(元豊九域志), 《대원일통지》(大元一统志), 《대명일통지》(大明一统志) 이래의 중국 왕조의 지리 정보를 집대성한 저술로 평가받고 있다. 

## 내용
『대청일통지』의 내용은 다음과 같다.
- 목록 상
- 상유
- 표
- 범례
- 번역어해
- 권1~권424

## 편찬 과정
『대청일통지』는 청 강희 25년(1686년)부터 도광 22년(1842년)까지 거의 2세기에 걸쳐 편찬되었다. 일찍이 순치 18년(1661년)에 청 조정은 하남 지사 가한복(賈漢復)에게 지방지를 다시 감수하도록 하였고, 이것이 청 왕조 지방지 편찬의 시초였다. 강희 연간에 이르러 보화전 대학사 위주조(衛周祚)가 처음으로 『대청일통지』 편찬을 제안하였다. 강희 11년(1671년) 대청일통지 편찬을 진언하는 상주문에서 위주조는 “各省通志宜修，如天下山川、形势、户口、丁徭、地亩、钱粮、风俗、人物、疆域、险要，宜汇集成帙，名曰《通志》，诚一代之文献，然迄今各省尚未编修，甚属缺典，何以襄我皇上兴隆盛治乎？除河南、陕西已经前抚臣贾汉复纂修进呈外，请敕下直省各督抚，聘集夙儒名贤，接古续今，纂辑成书，总发翰林院，汇为《大清一统志》。”라고 하였다. 그러나 강희 12년(1672년) 12월에 일어난 삼번의 난으로 편찬 작업은 일시 보류되었다. 
강희 20년(1681년) 삼번의 난이 진압되었고, 24년(1685년)에 제정 러시아와의 전투에서도 승리했다. 청 왕조는 전례 없는 안정을 누리게 되었다. 강희 25년(1686년)에 청 조정은 다시금 일통지 편집을 명하고 이를 위한 일통지관을 설치하였으며, 진정경(陈廷敬), 서건학(徐乾学)이 그 일을 통솔하게 되었다. 그러나 서건학은 허삼례(许三礼)에 의해 탄핵되자 자신의 고향으로 돌아가게 해 줄 것을 청했고, 강희제는 과거 사마광(司馬光)이 관직에서 물러나 《자치통감》을 편찬했던 것을 전례로 서국(書局)을 그대로 가지고 편찬을 이어나갈 것을 명했으며, 아울러 강진영(姜宸英)과 황우직(黃虞稷)에게 그와 함께 가도록 하였다. 강희 29년(1690년), 서건학은 소주(蘇州) 동정산(洞庭山)에 편찬국을 설치하고 학자 고조우(顾祖禹)、염약거(阎若璩)、황의(黄仪)、호위(胡渭)、제소남(齐召南) 등이 전후로 편수에 참가하였다. 그러나 책은 거대한 규모로 인해 좀처럼 완성되지 않았다. 강희 33년(1694년)에 서건학이 병으로 세상을 떠나고 한수(韓菼)가 그 일을 통재하게 되었으나 5년 뒤 한수 역시 사망하면서 대청일통지의 편찬은 다시금 보류되었다. 
옹정제(雍正帝)가 즉위한 후에도 대청일통지 편찬은 계속되었다. 옹정 3년에 남정원은 교서 내정으로 보내져서 《대청일통지》 편찬을 나누어 맡았다. 옹정 6년(1728년), 각 성에서 통지를 편수하여 일통지관으로 보내라는 명이 내려졌다. 일반 기록을 수정하여 '각 도의 총독'인 동지(同治)에 보내라는 명령을 받았다. “著各省督撫。將本省通志。重加修葺，務期考據詳明，採摭精當。既無缺略，亦無冒濫以成完善之書如一年未能竣事．或寬至二三年內纂成具奏。” 또한 60년에 한 번씩 지방지를 편수할 것을 명시하고 있다. 옹정 11년(1733) 8월, 방포가 대청일통지 편찬의 총재를 맡아 14개의 '행사사항'을 제안하고 모든 도가 이를 따르도록 했다. 건륭 5년 11월에 대청일통지 342권의 첫 번째 초안이 완성되었다. 건륭제는 특히 기록 수정 문제에 대해 우려했으며 모든 원고는 개인적으로 검토하고 신중하게 검토할 것을 명하였다. 건륭 9년(1744)에 인쇄되었으며 배열 순서는 다음과 같다. 경사(京師)를 첫머리에 두고 그 다음으로 직예(直隸)、성경(盛京)、강소(江蘇)、안휘(安徽)、산서(山西)、산동(山東)、하남(河南)、섬서(陝西)、감숙(甘肅)、절강(浙江)、강서(江西)、호북(湖北)、호남(湖南)、사천(四川)、복건(福建)、광동(廣東)、광서(廣西)、운남(雲南)、귀주(貴州) 순이었다. 외번(外藩) 및 청 왕조와 조공 책봉 관계를 맺고 있는 나라들은 뒤에 부록으로 붙였다. 그 내용은 각 성(省)마다 통부를 세우고 지도와 표를 붙이고, 분야를 첫머리로 해서 건치연혁(建置沿革)、형세(形势)、직관(职官)、호구(户口)、전부(田赋)、명환(名宦) 등의 부분을 두었다. 성 이하 각 부는 먼저 지도와 표를 붙이고 그 아래에 분야, 건치연혁, 형세, 풍속, 성지, 학교, 호구, 전부, 산천, 고적, 관방(关隘), 진량(津梁), 제언, 능묘, 사관(寺观), 명환 및 인물, 유우(流寓), 열녀, 선석, 토산 등 21개 문을 두었다. 
건륭 29년 준가르 지역에서 일어난 봉기가 진압되고 신장 지역이 청 왕조의 영토가 되면서, 어사 조학문이 아뢰어 대청일통지를 증보해야 한다고 주장하였다. 조학문은 "근래에 준가르와 회부를 평정하고 2만 리의 땅을 개척한 것은 실로 전고에 없던 공입니다. 앞서 조정 신료들에게 서역도지 찬수를 명하셨고 아울러 흠천감 신하들에게 전에 가서 각 부의 경위와 지도를 측량하게 하시어 지도에 증보해 넣었습니다. 이제 일통지가 미처 증수되지 않고 있는데 유가에게 명령하여 체례에 따라 서역 신장을 삼가 포함시키도록 하소서.《일통지》는 책으로 완성된 이후 지금까지 20여 년 동안 각 성·부·청·주·현에 증설된 제재가 여러 가지로 다름을 살펴야 하며, 또한 새로 정한 제도에 따라 하나씩 간행해야 할 것입니다(近年来平定準噶爾及回部，拓地二万余里，实为振古未有之丰功。前命廷臣纂修《西域图志》，并令钦天监臣前往测量各部经纬地度，增入舆图。惟《一统志》尚未议及增修，请饬儒臣查照体例，将西域新疆敬谨增入。再查《一统志》自成书以后，迄今又二十余年，各省府厅州县添设裁并多有不同，亦应查照新定之制逐一刊改)"라고 하였다. 이에 건륭제는 대청일통지를 증보할 것을 명했고, 건륭 29년(1764) 문화전 학사 화신이 이 일을 주재하게 되었다. 편찬에 참여한 관리로는 기윤, 육석능(陆锡熊)、손사곡(孙士毅)이 있었고, 교감을 많은 것은 육비서(陆费墀) 등이었다. 또한 청해(青海)、서장(西藏) 등 신장 지역의 정확한 지도를 제작하기 위한 측량이 시작되었다. 건륭 49년(1784)에 갱신이 완료되었고 건륭 54년(1789)이 정식으로 제출되었다.
가경 16년(1811년) 대청일통지의 3차 수정이 목창아(穆彰阿)、이좌현(李佐贤)、반석은(泮锡恩)、마홍다(廖鸿荃)、龚自珍 등의 주관으로 이루어졌다. 책은 도광 22년(1842)에 완성되었다. 국사관총재 대학사 목창아 등이 편찬을 고하며 상주할 때는 "恭摺奏聞請旨事，竊臣館於嘉慶十六年『經方略館』，奏請將〈大清一統志〉移交補纂，臣等現已督飭在館各員，將全書纂輯繕校完竣，共五百六十卷，凡例、目錄二卷。陸續進伏思，纂輯〈大清一統志〉卷帙浩煩，與臣館常行功課不同……"라고 하였다. 청 왕조 한 시대를 통틀어 전후로 편찬된 대청일통지는 세 부였다. 강희대청일통지, 건륭대청일통일지, 그리고 가경대청일통지였다. 

## 대만 문제

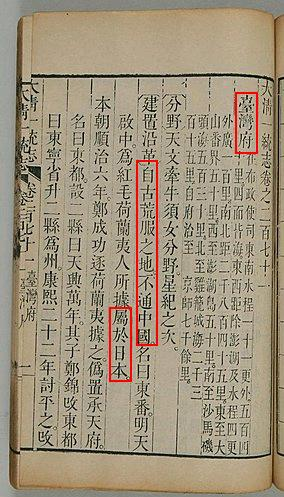
《대청일통지》 '대만 청사'조에 실린 대만

본서의 건륭 9년(1744년)판 「대만부 건치연혁」에는 지금의 타이완인 대만 섬에 대해 이런 서술이 보인다. 「대만은 고대부터 황복지지(荒服之地)라 중국과 통하지 않았고, 이름을 동번이라 하였다. 명 천계 중에는 홍모화란이인(紅毛荷蘭夷人)에게 점거되었고 일본에 속하였다.」
천계 연호는 1621년부터 1627년까지 쓰였다. 이 시기에 타이오완 사건(하마다 야효에 사건)이 발생했다. 당시 일본은 타이완을 고사국이라고 부르고 네덜란드의 대만 점령에 반대하지 않았으며,  타이완이 청 왕조의 지배하에 들었을 때에는 일본은 쇄국 정책을 펼치고 있었다. 중국이나 일본이나 대만 섬의 역사에 대한 이해가 매우 부족한 것이다. 이러한 잘못된 설명에 대한 이유는 아직 알려져 있지 않으며, 도광 22년(1842년)판 《대청일통지》에서는 "일본에 속한다"라는 네 글자가 삭제되었다.

## 참고 문헌
- 강희황여전람도
- 건륭일통여도대만도
- 皇朝中外一統輿圖(동치 초기, 1863년)